# Tulburare narcisică de personalitate
Tulburarea narcisică de personalitate (TNP) este o tulburare de personalitate caracterizată de persistența sentimentelor exagerate de importanță de sine, o nevoie excesivă de admirație și o lipsă de empatie față de alte persoane. Persoanele cu TNP deseori petrec mult timp gândindu-se la obținerea de putere și succes, ori la propria înfățișare. De regulă, ele profită de oamenii din jurul lor.  Un astfel de comportament narcisist începe de obicei odată cu vârsta adultă și se manifestă într-o gamă largă de situații. 
Nu se cunosc cauzele tulburării de personalitate narcisistă. TNP este inclusă în tulburările de personalitate ale grupului B din Manualul de diagnostic și statistică al tulburărilor mentale (MDS). Diagnosticul de TNP se efectuează de specialiști din domeniul sănătății prin dialog direct cu persoana în cauză. TNP trebuie diferențiată de manie și toxicomanie. 
Tratamentele pentru tulburarea narcisică de personalitate nu au fost bine studiate. Terapia este dificilă, fiindcă de obicei persoanele cu TNP consideră că nu au o problemă de sănătate mintală. Se crede că aproximativ un procent din oameni ar prezenta TNP la un moment dat în viața lor. Tulburarea este mai des întâlnită la bărbați decât la femei și afectează cu precădere persoanele tinere. Personalitatea narcisistă fost descrisă pentru prima dată de psihanalistul Robert Waelder, în 1925; iar termenul tulburare narcisică de personalitate a fost introdus de Heinz Kohut, în 1968.  